# Сірик Зиновій Орестович
Сірик Зіновій Орестович (нар. 25 квітня 1962, Львів) — депутат Львівської міської ради, з 2002 р. по 2006 рік — секретар Львівської міської ради. Після відставки міського голови Любомира Буняка обіймав посаду міського голови до обрання 25 квітня 2006 року Андрія Садового на цю посаду .

## Біографія
Сірик Зіновій Орестович народився 25 квітня 1962 року у м. Львів. Громадянин України, одружений, виховує синів.
У 1979 році закінчив Львівську середню школу № 51.
Протягом 1979–1984 років навчався в УПІ ім. І. Федорова на механічному факультеті, закінчив з відзнакою.
У 1984–1985 роках Зіновій Сірик проходив службу в лавах Радянської армії.
У 1988 році Зіновій Орестович вступив на аспірантуру ФМІ НАН України.
З 1998-го по 2002 рік навчався на спецправовому факультеті Львівського Державного Університету ім. І. Франка.
Трудову діяльність Зіновій Сірик розпочав 1985 році — працював науковим працівником кафедри опору матеріалів ЛСГІ в м. Дубляни.
У 1992–1998 роках працював юрист-консультантом ТзОВ «Смарагд».
1998–2002 роки обіймав посаду доцента на факультеті ДУУТу.
З 2002 р. по 2006 рік — секретар Львівської міської ради. Після відставки міського голови Любомира Буняка обіймав посаду міського голови.
Громадську діяльність розпочав з 1990 року — до 1994 року був депутатом Львівської міської ради, головою комісії молоді, спорту і туризму.
1998–2002 роки — депутат Львівської міської ради. Голова комісії законності. Член політичної партії «Наша Україна».
У березні 2006 року — обраний депутатом Львівської міської ради, член постійної комісії депутатської діяльності та законності.